# Péntek esti frász (Vámpírnaplók)
A Péntek esti frász (Friday Night Bites) a Vámpírnaplók című amerikai sorozat első évadjának harmadik epizódja.

## Epizódismertető
Elena próbálja figyelmen kívül hagyni Bonnie aggodalmait, miszerint vigyázzon Stefannal. Damon irányítása alatt tartja Carolint. Tyler megpróbál Stefan fölé kerekedni, ám a terve visszafelé sül el, és Stefan is bekerül a focicsapatba. Bonnie egyre több furcsa dolgot vesz észre magán, később Elena meghívja vacsorára Stefannal együtt miközben váratlanul betoppan Damon és Caroline. Elena megtudja, hogy a Salvatore fivérek ugyanabba a nőbe voltak szerelmesek.

## Zenék
- The Bravery – Slow Poison
- Darker My Love – Blue Day
- 3OH!3 – Starstrukk
- The Black Keys – Strange Times
- Oh Mercy – Can't Fight It
- Sea Wolf – You're a Wolf
- The Airborne Toxic Event – Papillon
- Moby – Temptation